# Belaja (přítok Kubáně)
Belaja (rusky Белая) je řeka v Krasnodarském kraji a v Adygejské republice v Rusku. Je dlouhá 273 km. Povodí řeky má rozlohu 5990 km².

## Průběh toku
Pramení na Hlavním (Rozvodňovém) hřebenu Velkého Kavkazu nedaleko vrcholů Fišt a Ošten. Na dolním toku má rovinný charakter. Ústí zleva do Kubáně, přičemž za ústí je bráno místo, kde se vlévá do Tščické přehrady.

### Větší přítoky
- Pšecha
- Kurdžips

## Vodní režim
Zdroj vody je smíšený.

## Využití
Na řece leží města Majkop a Belorečensk. Byly na ní vybudovány Majkopská a Belorečenská vodní elektrárna.